# Lalla Romano

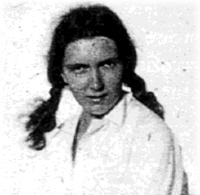
Graziella „Lalla“ Romano

Graziella „Lalla“ Romano (geboren 11. November 1906 in Demonte; gestorben 26. Juni 2001 in Mailand) war eine italienische Dichterin, Schriftstellerin und Journalistin.

## Leben
Romano wurde in eine piemontesische Familie jüdischer Herkunft als Tochter von Roberto Romano, einem Vermessungsingenieur, der für das technische Büro der Gemeinde zuständig war, und Giuseppina Peano, der Nichte des Mathematikers Giuseppe Peano, geboren. Die Eltern liebten Musik und Malerei, letzterem widmete sich Romano in ihrer Jugend mit großer Hingabe und Leidenschaft.
Nach dem Abitur am Silvio-Pellico-Gymnasium in Cuneo schrieb sie sich an der Universität Turin ein, wo sie Schülerin von Lionello Venturi (der sie wegen ihres kantigen Charakters scherzhaft „Wilddistel“ nannte), Annibale Pastore und Ferdinando Neri war. Zu ihren Freunden und Begleitern gehörten Mario Soldati, Franco Antonicelli, Carlo Dionisotti, Arnaldo Momigliano und Cesare Pavese. Sie fühlte sich dem in Sanremo geborenen Giovanni Ermiglia verbunden, dem sie zahlreiche Gedichte widmete, die in die posthum 2007 erschienene Sammlung Poesie per Giovanni einflossen.
Romano besuchte auf Vorschlag von Venturi die Malschule von Felice Casorati. Neben der Schule besuchte sie das Atelier des Malers Giovanni Guarlotti und begann, als Kunstkritikerin zu arbeiten, was sie nach Paris und ins Quartier Latin führte.
1928 schloss sie ein Studium der Literatur mit einer Arbeit über die Dichter des Dolce stil novo mit Auszeichnung ab. Für kurze Zeit leitete sie die Bibliothek von Cuneo, dann zog sie mit ihrem Ehemann Innocenzo Monti und ihrem Sohn nach Turin, wo sie Kunstgeschichte an Gymnasien unterrichtete, wobei sie stets auch ihre Leidenschaft für Poesie und Malerei pflegte. Mehrere ihrer Bilder wurden in Gruppenausstellungen gezeigt.
Während des Zweiten Weltkriegs kehrte sie nach Cuneo zurück und lebte bei ihrer Mutter zusammen. Politisch verbunden mit Dante Livio Bianco und der Bewegung Giustizia e Libertà, beteiligte sie sich aktiv am Widerstand und war in den Gruppi di difesa della donna („Frauenverteidigungsgruppen“) aktiv. Eugenio Montale, der ihre Verse schätzte, ermutigte sie, einige ihrer Gedichte zu veröffentlichen, und 1941 erschien bei Frassinelli die Gedichtsammlung Fiore, nachdem sie von Einaudi abgelehnt worden war. Romano schickte ein Exemplar an den Verleger Giulio Einaudi mit einer Widmung „an diejenigen, die dieses Buch nicht drucken wollten“. 1943 wurde sie von Cesare Pavese, der bei Einaudi arbeitete, mit der Übersetzung von Gustave Flauberts Trois Contes: Un cœur simple, La Légende de saint Julien l’Hospitalier, Hérodias beauftragt.
Nach dem Krieg zog sie zu ihrem Mann, der inzwischen ein leitender Angestellter bei der Banca Commerciale Italiana geworden war, nach Mailand. Hier nahm sie ihre Lehrtätigkeit wieder auf, begann belletristische Werke zu schreiben. Sie veröffentlichte 1951 Le metamorfosi, eine Reihe von kurzen Prosatexten, die der Beschreibung von Träumen gewidmet sind. In den Jahren 1953 und 1957 veröffentlichte sie ihre ersten beiden Romane. Der erste, Maria, die Geschichte einer komplizierten Dienerinnenbeziehung, war ein großer Erfolg und erhielt den Premio Veillon zugesprochen. Der Roman wurde von Gianfranco Contini als kleines Meisterwerk gefeiert, aber von Pavese, der nach eigenem Bekenntnis „keine Lust mehr hatte, Geschichten über dienstbare Frauen“ zu lesen, wurde das Buch abgelehnt. Im zweiten, Tetto murato, ist die Protagonistin „Ada“, eine Frau mit starker Moral. Im Jahr 1953 veröffentlichte sie außerdem eine Gedichtsammlung mit dem Titel L'autunno („Herbst“) und 1960 ein Reisebuch mit dem Titel Diario di Grecia („Griechisches Tagebuch“).
Romano, deren Persönlichkeit als verschlossen und introvertiert berichtet wird, führte ein sehr zurückgezogenes Leben, mit wenig Kontakt zur intellektuellen und literarischen Welt. Ihre Erzählungen, die oft autobiographisch sind, beschreiben Familienbeziehungen der gehobenen Mittelschicht des italienischen Nordens, die nicht ohne Härte und Brüche sind. In La penombra che abbiamo attraversato („Der Schatten, den wir überquert haben“), das 1964 veröffentlicht wurde, erinnert sie sich an ihre Kindheit auf dem Land von Cuneo und den Tod ihrer Mutter.
Das Werk, das sie einem breiten Publikum bekannt machte, ist der Roman Le parole tra noi leggere, der 1969 mit dem Premio Strega ausgezeichnet wurde, dessen Titel einem Vers von Eugenio Montale entnommen ist. Darin beschreibt und analysiert Romano ihre Beziehung zu ihrem Sohn, einem schwierigen, rebellischen, asozialen und unangepassten Jungen. Das Buch war ein beachtlicher Erfolg, vielleicht auch deshalb, weil es sich mit dem Thema der Rebellion der Jugend befasst, das damals besonders präsent war.
Die Protagonistin des Romans L’ospite (1973) ist noch ein Kind, das in die Komplikationen einer gescheiterten Ehe hineingezogen wird. Die prägnante und wirkungsvolle Sprache begeisterte Pier Paolo Pasolini, der Lalla Romano für ihre Prosa in einem Essay zum Buch lobte.
Romano war auch intensiv journalistisch in verschiedenen Zeitungen tätig, darunter Il Giorno, Corriere della sera oder Il Giornale. 1976 machte sie auch einen kurzen Ausflug in die aktive Politik, als sie als unabhängige Kandidatin für die Kommunistische Partei Italiens zur Stadträtin in Mailand gewählt wurde, aber kurz darauf enttäuscht und gelangweilt zurücktrat. Von politischen Verpflichtungen befreit, stehen in dieser Zeit die „geheimnisvollen Zwanziger“ im Mittelpunkt ihres Interesses, wie sie es nennt, was in der Absicht der Schriftstellerin auch der Titel des Buches Una giovinezza inventata sein sollte: eine Reise in die Vergangenheit, in die Erinnerungen an ihre Kindheit, eine Art ideale Fortsetzung des Buches Le parole tra noi leggere. In ihrem „autobiografischsten wie fiktionalsten Roman“ geht Romano noch einmal in die Vergangenheit zurück und erzählt von ihrer eigenen Jugend, ihrer Melancholie, ihrer Liebe, ihren Nöten und Schwierigkeiten im Zusammenhang mit der weiblichen Existenz. Es ist auch die Geschichte von ihrer intellektuellen Begeisterung für die Malerei, ihrer sentimentalen Schwärmerei für Antonicelli, ihrem Kampf ums Erwachsenwerden, ihrer sexuellen Anziehung und ihren Frauenfreundschaften.
1986 starb ihr Mann und Romano lernte dann den jungen Fotografen und Journalisten Antonio Ria kennen, der ihr Lebenspartner wurde. Mit ihm veröffentlichte sie bald den ersten einer Reihe von Romanen mit Fotografien von Ria, La treccia di Tatiana („Tatianas Zopf“).
Im Jahr 1987 veröffentlichte sie Nei mari estremi, in dem sie ihr Eheleben Revue passieren ließ, gefolgt von Un sogno del Nord (1989), Le lune di Hvar  (1991) und Un caso di coscienza (1992). Diese Werke zeichnen das Bild von Romano als einer recht unbarmherzigen Schriftstellerin, die bisweilen grausam die Laster des italienischen Bürgertums erzählt und sich durch Aphorismen und eine persönliche Schreibweise von ihren Schuldgefühlen befreit.
In ihren letzten Lebensjahren schrieb sie weiter, trotz einer fortschreitenden Augenkrankheit, die sie fast völlig erblinden ließ. Diario ultimo, das sie im März 2000 begonnen hatte, blieb unvollendet. Das Buch wurde von Ria 2006 anlässlich ihres hundertsten Geburtstages posthum veröffentlicht.
1988 erhielt sie den Premio Grinzane Cavour und wenige Monate vor ihrem Tod wurde sie von Staatspräsident Carlo Azeglio Ciampi am 21. Februar 2001 mit der italienischen Verdienstmedaille für Kultur und Kunst (Medaglia ai benemeriti della cultura e dell’arte) ausgezeichnet.
Romano wurde später auf dem Friedhof von Demonte beigesetzt.

## Nachleben
In Borgo San Dalmazzo (Provinz Cuneo) und in Lecce ist jeweils eine Straße nach ihr benannt.
Ende 2008 wurde im Palazzo Borelli in Demonte das Projekt Spazio Lalla Romano eröffnet. Neben einer sollen dort die Stadtbibliothek und ein Studienzentrum beherbergt werden. Im zweiten Stock des Palazzo und in einigen angrenzenden Räumen werden Gemälde und Zeichnungen der Künstlerin, eine fotografische Rekonstruktion ihrer Mailänder Buchhandlung in der Via Brera, die Einbände ihrer literarischen Werke und die Fotoausstellung Paesaggi d’assenza. Sulle tracce di Lalla Romano von Alessandro Vicario und der Dokumentarfilm Ritorno a Ponte Stura des Kulturvereins Libre aus Turin, der anhand literarischer Texte die Heimatorte der Schriftstellerin besucht, gezeigt.

## Werke (Auswahl)
Gesamtausgabe
- Cesare Segre (hrsg.): Opere. 2 Bände. Meridiani Mondadori, Mailand 1991–1992.

Erzählungen und Erinnerungen
- Le metamorfosi. Einaudi, Turin 1951.
- Maria. Einaudi, Turin 1953.
  - in deutscher Übersetzung Maria. S. Marix, Wiesbaden 2024, ISBN 978-3-7374-1231-5.
- Tetto murato. Einaudi, Turin 1957.
  - in deutscher Übersetzung Schattenfugen. Commedia & Arte, Stuttgart 1998, ISBN 978-3-924244-08-8.
- Diario di Grecia. Rebellato, Padua 1960.
- L’uomo che parlava solo. Einaudi, Turin 1961.
- La penombra che abbiamo attraversato. Einaudi, Turin 1964.
- Le parole tra noi leggere. Einaudi, Turin 1969.
- L’ospite. Einaudi, Turin 1973.
- La villeggiante. Einaudi, Turin 1975.
- Una giovinezza inventata. Einaudi, Turin 1979.
- Lo stregone. Stampatori, Turin 1979.
- Inseparabile. Einaudi, Turin 1981.
- Nei mari estremi. Mondadori, Mailand 1987.
- Un sogno del Nord. Einaudi, Turin 1989.
- Le lune di Hvar. Einaudi, Turin 1991.
- Un caso di coscienza. Bollati Boringhieri, Turin 1992.
- Minima personalia: né rimorsi né rimpianti. Leo S. Olschki, Florenz 1994.
- Ho sognato l’ospedale. Il melangolo, Genf 1995.
- In vacanza col buon samaritano. Einaudi, Turin 1997.
- L’eterno presente. Conversazione con Antonio Ria. Einaudi, Turin 1998.
- Dall’ombra. Einaudi, Turin 1999.
- La villeggiante e altri racconti. Mondadori, Turin 2001.
- Diario di Grecia, Le lune di Hvar e altri racconti di viaggio. Einaudi, Turin 2003.
- Diario ultimo. Einaudi, Turin 2006.
- Vetan. Liaison editrice, Courmayeur 2008.
- Pralève e altri racconti di montagna. Lindau, Turin 2017.

Romane mit Fotografien
- Lettura di un’immagine. Einaudi, Turin 1975.
- Romanzo di figure: lettura di un’immagine. Einaudi, Turin 1986.
- La treccia di Tatiana. Einaudi, Turin 1986.
- Nuovo romanzo di figure. Einaudi, Turin 1997.
- Ritorno a Ponte Stura. Einaudi, Turin 2000.

Lyrik
- Fiore. Frassinelli, Turin 1941.
- L’autunno. Edizioni della meridiana, Mailand 1955.
- Giovane è il tempo. Einaudi, Turin 1974.
- Poesie. Einaudi, Turin 2000.
- Antonio Ria (Hrsg.): Poesie per il Sig. E. Montale; seguite da Parole ultime. Einaudi, Turin 2001.
- Poesie (forse) utili. Interlinea, Novara 2002.
- Poesie per Giovanni. Philobiblon, Ventimiglia 2007.

Übersetzungen
- Gustave Flaubert, Tre racconti (Trois Contes). Einaudi, Collana Universale, Turin 1944.
- Eugène Delacroix, Diario (1822–1863). Chiantore, Truin 1945.
- Béatrix Beck, Léon Morin, prete. Einaudi, Turin 1954.
- Gustave Flaubert, L’educazione sentimentale. Storia di un giovane. Einaudi, Collana Universale, Turin 1984.